# Werner Kenngott

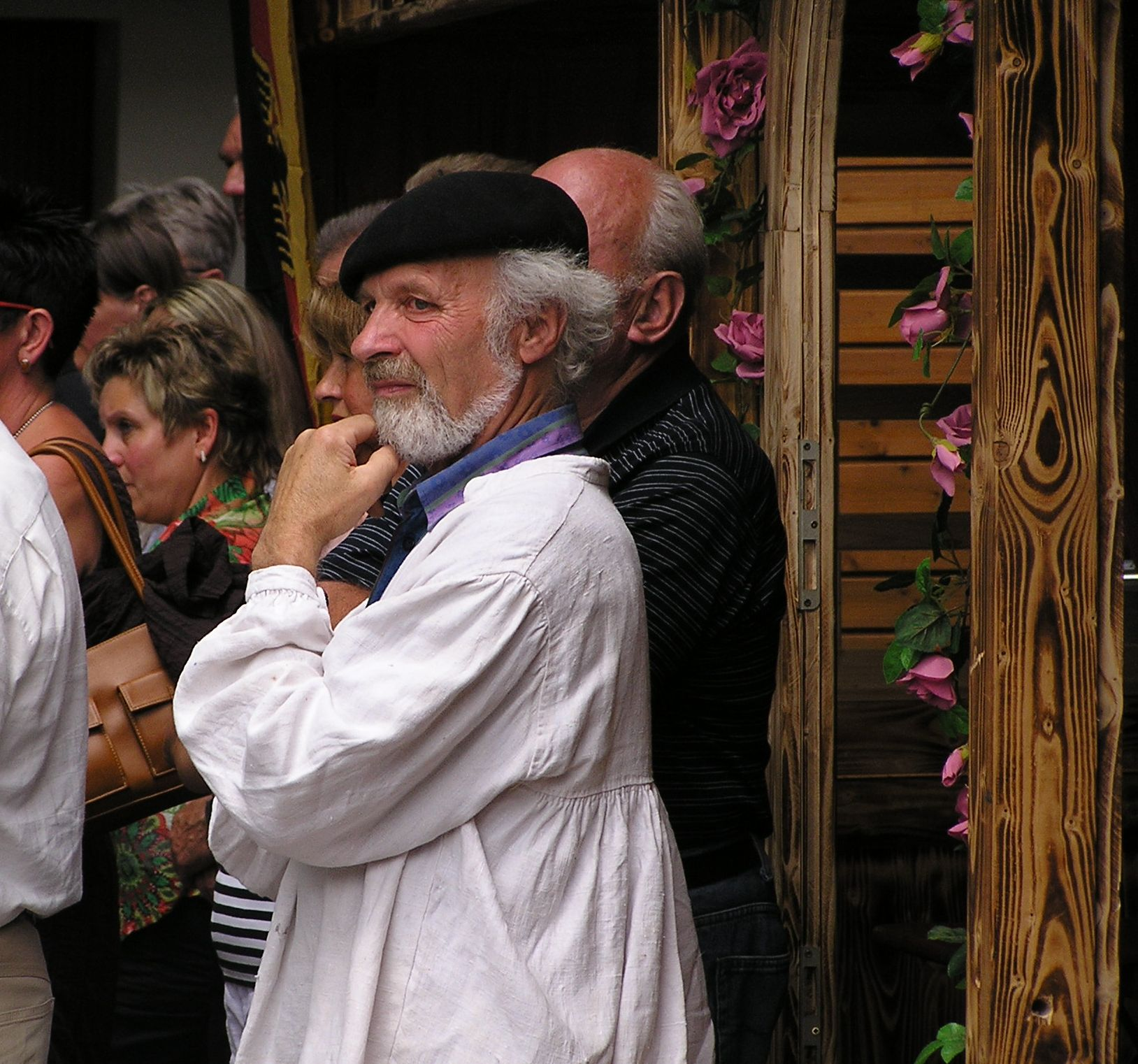
Werner Kenngott (2006)

Werner Kenngott (* 27. September 1934 in Kehl/Rhein; † 4. November 2016 in Gutach/Schwarzwaldbahn) war ein deutscher Maler.

## Leben
Kenngott kam in jungen Jahren wegen der Kriegswirren mit seiner Mutter und seinen Geschwistern nach Alpirsbach. Schon in seiner Jugend begeisterte er sich für das Gestalten mit unterschiedlichen Techniken und Materialien. So erlernte Kenngott den Beruf des Malers. Während seiner Gesellenjahre war er auf Wanderschaft, unter anderem in der Schweiz. Mit seinen Anstellungen sparte er jedes „Fränkli“, um anschließend seine Prüfung zum Malermeister an der Meisterschule für Gestaltung in Stuttgart zu finanzieren.
1959 kam er nach Gutach und trat dort eine Meisterstelle an. Bereits 1962, ein Jahr nach seiner Hochzeit mit Helga Müller, machte er sich selbständig. So konnte er seine vielfältigen Gestaltungsmöglichkeiten und Inspirationen voll ausleben.
Kenngott gestaltete viele Wirtshausschilder und bemalte kunstvoll zahlreiche Gebäudefassaden. Unter anderem auch in Hornberg, wo er beispielsweise die Fassade des Rathaus-Nebengebäudes und des Gasthaus Tannhäuser verzierte. Architekten und Bauherren aus ganz Südbaden fragten seine Kunst an, wodurch seine Werke an Verbreitung fanden.
Die Arbeit mit dem „großen“ Pinsel benötigte er zum Unterhalt seiner Familie. Doch zunehmend arbeitete er lieber mit dem „kleinen“ Pinsel. Dies führte ihn 1995 zur Gutacher Malerkolonie. Als dann im Jahr 2004 der Kunstverein Hasemann-Liebich gegründet wurde, war Kenngott von der Gründung bis zu seinem 80. Lebensjahr im Vorstand aktiv.
Sein ganzes Leben war er immer wissbegierig und offen für Neues. Kenngott besuchte regelmäßig an der PH in Freiburg Vorlesungen über Philosophie und Theologie. So entstanden viele Werke, die sehr hintergründig, teils philosophisch, aber auch abstrakte Motive darstellen.

## Werke
Nicht repräsentative Abbildungen einiger Werke:

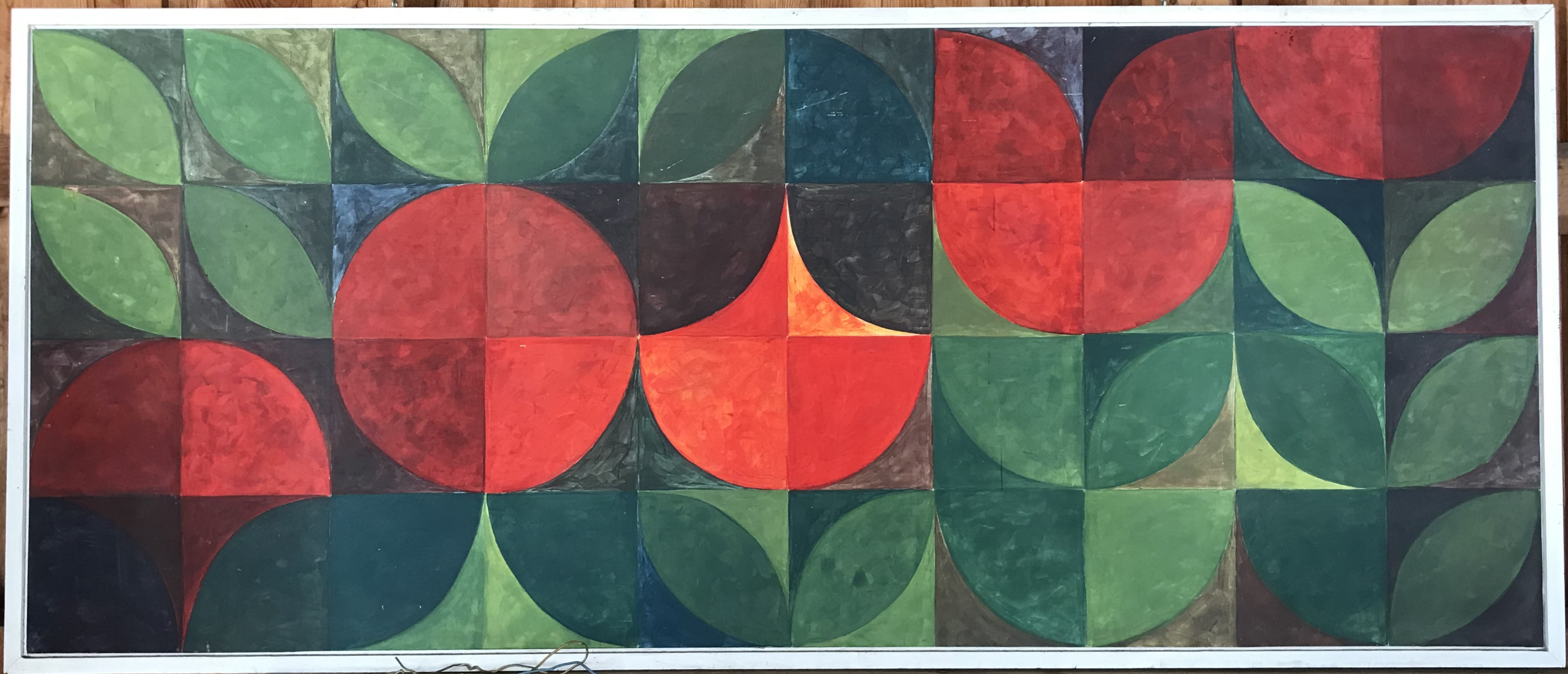
Studie Tulpen in Quadraten
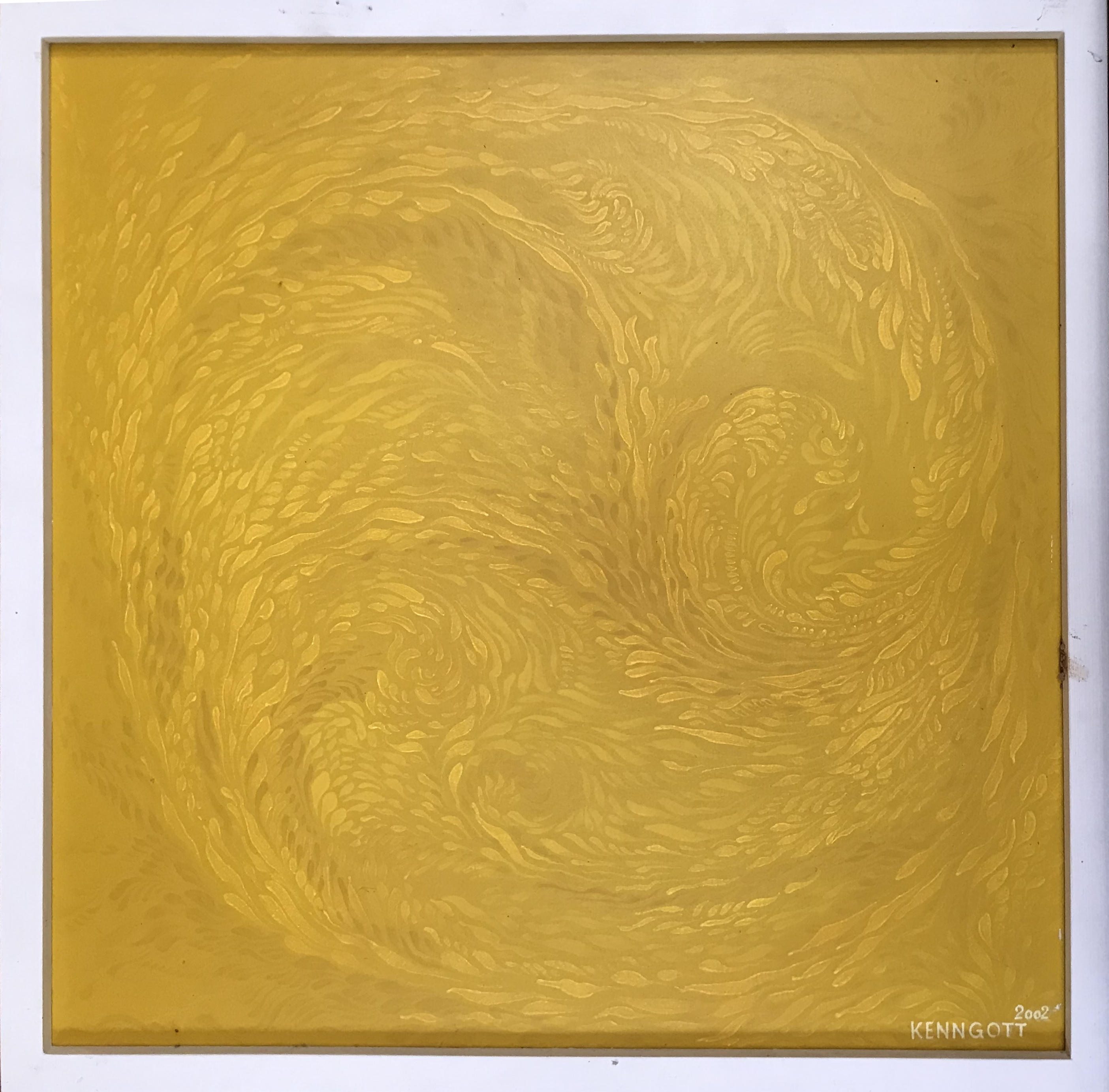
Gelb (2002)
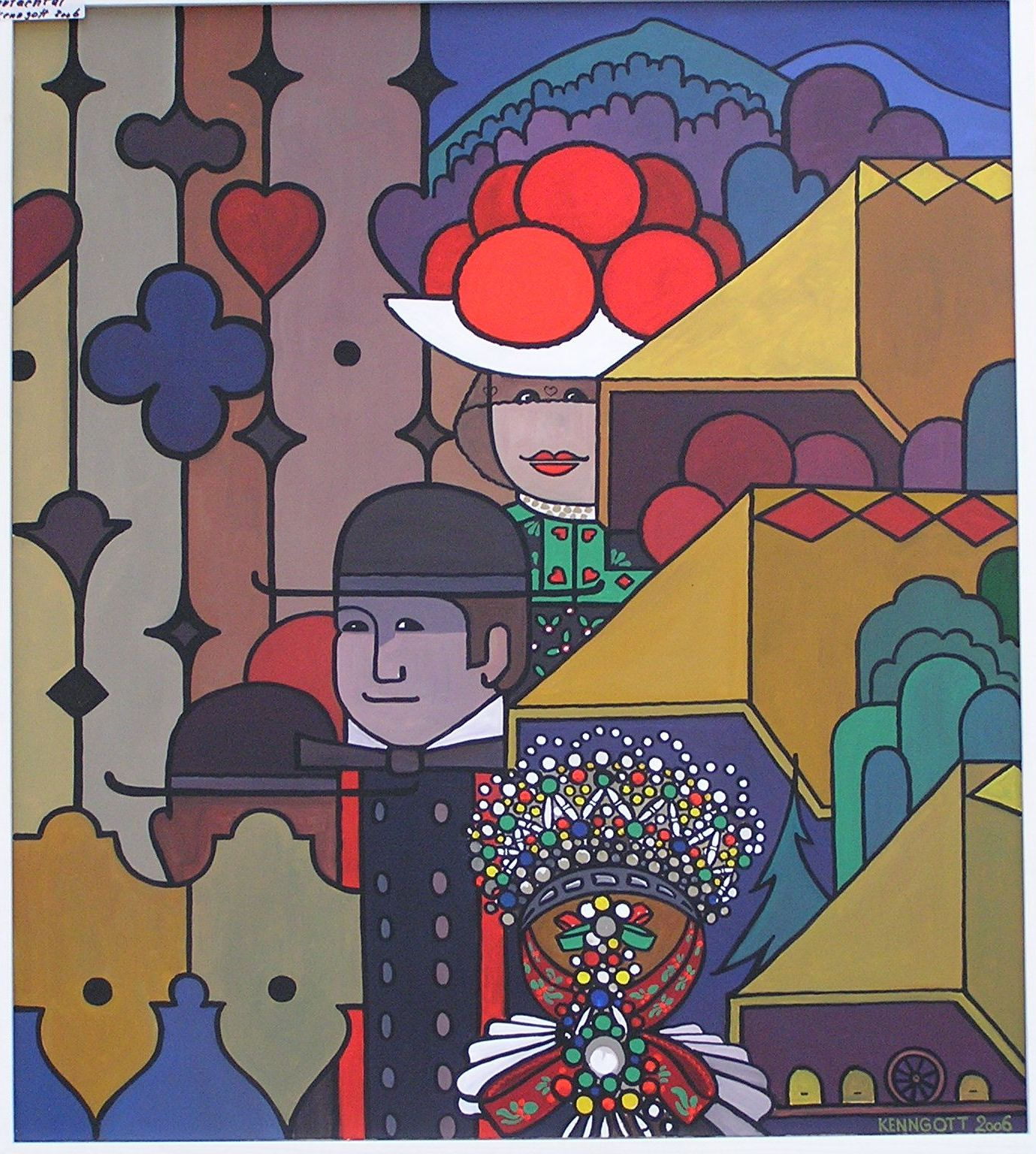
Gutacher Trachten und Motive (2006)